# Alberto Sforza
Alberto Sforza (Benevento, 1667 circa – ...) è stato un pittore italiano, attivo nel XVIII secolo.

## Biografia
Originario di Benevento, affrescò svariate chiese e cappelle nel territorio dell'arcidiocesi, su commissione del cardinale Vincenzo Maria Orsini, arcivescovo di Benevento, poi papa Papa Benedetto XIII).
Nel 1694 era iscritto nella Gilda dei pittori di Napoli.

## Opere
Collaborò con il Raguzzini alla decorazione della Cappella di Benedetto XIII in Vaticano .
- affreschi nel monastero di Sant'Egidio a Montefusco datati 1722[6];
- affreschi nel cappella del SS Rosario in Roccabascerana, datati 1721;
- deposizione di Gesù, datata 1726, nella Chiesa di S. Maria Maggiore in Vitulano;
- tele ad olio raffiguranti: "S. Francesco nel perdono di Assisi” e “l'apparizione di Gesù Bambino a S. Antonio”, nel presbiterio  della chiesa della Chiesa della Santissima Annunziata (Ceppaloni) [7].